# Eugenia saviifolia
Eugenia saviifolia är en myrtenväxtart som beskrevs av Brother Alain. Eugenia saviifolia ingår i släktet Eugenia och familjen myrtenväxter.
Artens utbredningsområde är Puerto Rico. Inga underarter finns listade i Catalogue of Life.